# Labroye
Labroye é uma comuna francesa na região administrativa de Altos da França, no departamento de Pas-de-Calais. Estende-se por uma área de 8,15 km². Em 2010 a comuna tinha 162 habitantes (densidade: 19,9 hab./km²).